# 傑出科技貢獻獎
傑出科技貢獻獎為中華民國科學界層級最高的選拔活動，由中華民國國家科學及技術委員會承辦。

## 歷史
傑出科技貢獻獎的前身為「行政院傑出科技榮譽獎」，於1976年開始實施，由行政院人事行政局主辦，至2005年止共辦理了29屆。2006年，行政院為了彰顯「行政院傑出科技榮譽獎」對於國家社會貢獻之意義，著重在其研發成果之重大貢獻，將獎項名稱修正為「行政院傑出科技貢獻獎」，得獎獎金調高為新臺幣100萬元整。

## 目的
鼓勵科技人才長期持續從事研究發展工作，以期獲取更輝煌之成果，對國家社會提供更優異之貢獻。凡中華民國國民，從事自然科學與工程、生物醫農或人文社會等科技工作，其研發成果有特殊傑出發明或創新，對於國家社會具有重大影響性、改革性及創造性之貢獻者，均予表揚。

## 評選
選拔作業分三組受理推薦：
1. 自然科學與工程組
2. 生物醫農組
3. 人文社會與科教組

評選過程分為推薦審查會及審議委員會，推薦審查會再細分為發掘小組與審查小組，以求能主動發掘人才。經由推薦審查會同意送審之案件，交由審議委員會，參酌審查人之審查意見，由出席委員討論後投票；獲得出席委員三分之二以上同意票者，建議推薦表揚。
所聘各評審委員大多為具有博士學位並有多年教學研究經驗之學者專家，或從事實際工作經驗豐富之企業主管，並聘請有關部會首長、學術研究單位首長及學者專家等約30人組成審議會，綜理評審選拔工作。

## 獎勵
每項創新發明頒發獎金新台幣100萬元整，及每位獲獎者獎座各一座。

## 得獎名單

### 94年
- 胡宇光(創新發明名稱： 高速高解析度相對比X光顯微術)
- 蔡定平(創新發明名稱： 超解析近場光碟片研究)
- 張美惠(創新發明名稱：1. 防癌疫苗有效之人類首次證據。2. 新的肝癌專屬致癌基因RBMY之發現。)
- 郭盛助、鄧哲明、李芳裕等三人(創新發明名稱： 創製多靶點抗癌準新藥 YC-1及其類緣化合物)
- 賴景昌(創新發明名稱： 社會風尚理論與內生成長理論之研究)

### 95年
- 黃煌煇(創新發明名稱：國際級水工及海洋實驗場之建構與營運)
- 林芳邦(創新發明名稱：生態格網)

### 96年
- 吳豐敏、吳岸明、黃楓台、陳乃宇、陳鴻裕、鄭心惠、顏伸運、黃瓊慧、周士傑、劉小菁、張莉雪、陳伯傳、陳恩惠等13人(創新發明名稱：高機動衛星高解析度影像處理系統自主研發及國內外終端站建置)
- 鄭經偉(創新發明名稱：蛋殼裂痕自動化檢測系統)
- 江安世(創新發明名稱：果蠅蕈狀體之嗅覺圖譜)